# Sansevieria hargeisana
Sansevieria hargeisana är en sparrisväxtart som beskrevs av Chahin. Sansevieria hargeisana ingår i släktet bajonettliljor, och familjen sparrisväxter. Inga underarter finns listade i Catalogue of Life.